# Prévision des crues en France
La prévision des crues est la modélisation des quantités de précipitations, solides ou liquides, reçues dans un bassin hydrographique et de leur effet sur l'écoulement dans les cours d'eau. Dans une approche plus globale, la prévision des crues en France couvre la surveillance, la prévision et la transmission de l'information sur les crues aux maires, responsables de la sécurité publique sur le territoire communal, afin qu'ils puissent prendre toutes mesures propres à en atténuer ou à en éviter les conséquences dommageables.
Cette prévision des crues est assurée par l’État, mais peut être complétée par des systèmes locaux mis en place par les collectivités territoriales. L’organisation est définie pour chaque bassin hydrographique par un schéma directeur de prévision des crues.
Le réseau de prévision des crues, dénommé Vigicrues, est constitué du Service  central d’hydrométéorologie et d’appui à la prévision des inondations (SCHAPI) situé à Toulouse, de 22 services de prévisions de crues (SPC), de 28 unités d'hydrométrie et des cellules de veille hydrologique en Corse et dans les départements et régions d’outre-mer. Il assure une veille hydro-météorologique permanente 24 h sur 24 sur l’ensemble des cours d’eau suivis par l’État.
Ce réseau émet des bulletins de vigilance crues permettant de prévenir le public et les autorités qu’il existe un risque de crue.

## Histoire

### Annonce des crues
Après la crue catastrophique de la Loire de 1846, le Conseil général des ponts et chaussées met en place un programme d'études sur le cours de la Loire et un effort métrologique avec la mise en place d'échelles de crue. Il entreprend également une cartographie de la vallée de la Loire avec le report des limites de la crue et des suivantes (1856 et 1866), au 1/20 000, en seulement 4 ans, de 1848 à 1852, en mobilisant plusieurs promotions de l'École nationale des ponts et chaussées. Un peu plus tard, en 1854, l'ingénieur Eugène Belgrand est chargé de créer, sur la Seine, le premier service hydrométrique de transmission de prévisions aux ingénieurs riverains. En une vingtaine d'années, des services d'annonce de crue sont créés sur les principales rivières de France (Loire, Rhône, Saône, Isère, Drôme, Durance, Garonne, Seine, Aisne, Marne, Oise, Meuse). Pour la crue de la Seine de 1876, le service fondé par Belgrand a ainsi été capable de produire une alerte à échéance de cinq jours.
Avec l'avènement de la microinformatique à la fin des années 1980 et des données topographiques à haute résolution toujours plus détaillées, comme celles acquises par laser aéro-porté,,  les modèles hydrauliques et hydrologiques sont de plus en plus performants et permettent de simuler des scénarios de crue toujours plus détaillés. Couplés à des systèmes d'information géographiques eux-aussi toujours plus puissants, la représentation de ces scénarios est d'autant plus lisible et précise. Trois types de modèles hydrauliques sont utilisés, : 
- Modèle 1D où on privilégie une dimension d’espace par rapport aux deux autres (modèles de rivière, de réseaux de conduites). Des quantités moyennes sont calculées sur une section en travers ;
- Modèle 2D où on privilégie deux dimensions d’espace (ex. : plaines d’inondation, modèles maritimes) et où on calcule des quantités moyennes sur la verticale ;
- Modèle 3D où les paramètres et les variables sont des fonctions des trois directions de l’espace (ex. : plaines d’inondation, modèles maritimes, modèles détaillés de circuits hydrauliques). Ils utilisent très peu de lois empiriques (par rapport au 1D et 2D).

Sur le plan organisationnel, une réforme est mise en place en 1984, faisant suite aux conclusions d'une commission interministérielle chargée d'examiner les conditions de transmission des alertes aux crues pendant les inondations catastrophiques de 1983 sur la Saône, le Doubs et la Moselle. Des services d'annonce des crues (SAC) sont créés et définis par deux arrêtés du 27 février 1984, l'un réorganisant l'annonce des crues et la transmission des avis, l'autre les services d'annonce des crues eux-mêmes. L'État, sans en avoir l'obligation légale, organisait l'annonce des crues et la transmission des avis de crues. L'alerte aux crues et les informations sur leur évolution devaient permettre aux maires, responsables de la sécurité publique sur le territoire communal, de prendre toutes mesures propres à en atténuer ou à en éviter les conséquences dommageables. Contrairement à l’alerte météorologique, qui concernait l’ensemble du territoire national, l’annonce des crues ne concernait qu’un nombre limité de sections de cours d'eau équipés de dispositifs de surveillance en amont et seules les communes situées en aval de ces dispositifs étaient alertées.
En 2000, les services d'annonce des crues sont présents sur 16 000 kilomètres de rivières et 300 000 kilomètres de cours d'eau en France. Le préfet est responsable de l'organisation de l'annonce des crues dans le département : leur mise en œuvre est confiée à 52 services différents (40 directions départementales de l'équipement (DDE), trois directions départementales de l'agriculture et de la forêt, quatre directions régionales de l'environnement, cinq services de navigation), dont aucun n'a compétence sur l'ensemble d'un bassin : il y a par exemple 13 DDE et un service de navigation compétents pour l'annonce des crues sur le bassin de la Loire, de plus la DIREN Centre joue également un rôle. Les SAC emploient alors 400 à 500 personnes sur l'ensemble du pays, ce qui correspond à environ 200 personnes en équivalent temps plein. Toutefois le rapport sur les causes et conséquences des inondations répétitives ou exceptionnelles de la fin des années 1990 et en particulier de celles de la Somme en 2001 est très critique sur les ce réseau. D'abord le réseau n'est pas exhaustif mais surtout, la simple annonce des crues assurée par ces services bien que déjà peu ambitieuse est mal remplie. Il y a en fait un décalage entre l'information disponible, les progrès scientifiques en matière de modélisation, de connaissance des inondations et l'absence d'organisation structurée de la prévision. Ces observations rejoignent celles du rapport Mariani sur les causes des inondations et les moyens d'y remédier établi en novembre 1994.

### Prévision des crues
En 2002, le ministère du Développement durable engage une réforme du dispositif de l’annonce des crues dont les objectifs sont définis dans la circulaire du 1er octobre 2002 : il s'agit de regrouper les moyens disponibles autour d'un nombre réduit de centres, « fiables en toutes circonstances », afin qu'ils acquièrent une taille critique pour pouvoir mettre en œuvre les outils et les techniques les plus performants en matière des prévisions de crues. l'organisation jusqu'alors basée sur « des services ayant une responsabilité le plus souvent limitée à des tronçons de cours d'eau » doit évoluer vers « une organisation où les nouveaux services seront attachés à des territoires sur lesquels, pour renforcer leur mission de prévision des crues, ils disposeront de compétences élargies à l'analyse des caractéristiques des bassins versants et à l'observation des phénomènes d'inondation »,.
- 2002 : Réorganisation des services de prévision des crues qui passent de 52 à 22
- 2003 : création du Schapi et début de la structuration du réseau pour la prévision des crues et l’hydrométrie
- 2006 : mise en place de la procédure de vigilance crues
- 2007 : intégration de la vigilance crues dans la carte de vigilance météorologique pour le volet « pluie-inondation »
- 2010 : évolution de la prévision des crues et de l’hydrométrie
- 2011 : mise en place d’un volet « inondation (sans forte pluie locale) » dans la carte de vigilance météorologique
- 2011 : mise en place de la mission de référent départemental pour l’appui technique à la gestion des crises d’inondation
- 2012 : mise en place de l'application mobile Avertissement Pluies Intenses à l’échelle des Communes (APIC)[11]
- 2015 : création de la marque Vigicrues[12]
- 2018 : prévision de l'ouverture au public de la banque Hydro[13]

Le support législatif de la réforme consiste en trois articles du code de l'environnement, les articles L. 564-1 L. 564-2 et L. 564-3, créés par l'article 18 la loi du 30 juillet 2003 relative à la prévention des risques technologiques et naturels et à la réparation des dommages dont les principales dispositions sont que :
- L’organisation de la surveillance, de la prévision et de la transmission de l’information sur les crues est assurée par l'État ;
- Pour chaque bassin, un schéma directeur de prévision des crues (SDPC) est arrêté en vue d'assurer la cohérence entre les dispositifs mis en place par les collectivités avec ceux de l'État et de ses établissements publics;
- L’organisation de la surveillance, de la prévision et de la transmission de l’information sur les crues par l'État, ses établissements publics et, le cas échéant, les collectivités territoriales ou leurs groupements fait l’objet de règlements arrêtés par le préfet.

Le décret d'application de ces articles est signé le 12 janvier 2005.
Il définit les objectifs, les modes d'élaboration et les contenus attendus des deux documents définis dans la loi de 2003 : le schéma directeur de prévision des crues ainsi que le règlement relatif à la surveillance et à la prévision des crues et à la transmission de l'information sur les crues. Il est complété par la circulaire du 9 mars 2005 qui précise les conditions d'application de ces textes et met en place une procédure de vigilance crue inspirée de la procédure de vigilance météorologique et par l'arrêté du 26 janvier 2005 qui précise la nouvelle organisation des services d'annonce des crues. D'une part 22 services de prévisions des crues (SPC) remplacent les 52 services d’annonce des crues (SAC) préexistants sur les principaux cours d’eau. D'autre part est créé à Toulouse un service d'appui et de coordination de ces SPC, le Service central d’hydrométéorologie et d’appui à la prévision des inondations (SChAPI), qui établit, en synergie avec Météo-France, une veille hydrométéorologique 24 heures sur 24 sur les bassins rapides,.
En décembre 2007, Météo-France met en place une nouvelle carte de vigilance pluies-inondations afin d’améliorer l’efficacité de la chaîne d’alerte et la communication relative aux risques par des bulletins de suivi et des conseils de comportement (disponibles sur le site internet de Météo-France). Il s'agit d'un système d’information en continu fournissant au grand public et aux autorités de tous les échelons une information qualitative et graduée sur le risque de crues et des prévisions hydrologiques sur les cours d’eau du territoire métropolitain faisant l’objet d’une surveillance,.
En 2010 l’organisation pour  la  prévision  des  crues  et  l’hydrométrie connaît une évolution importante : les territoires couverts par des SPC qui se situent en dessous des dimensionnements définis ci-dessous font l’objet de redistributions et de regroupements :
- un nombre maximal de six à huit départements majoritairement couverts, dans des cas de crues rapides ;
- un nombre maximal de dix départements simultanément et fortement concernés par des crues lentes.

Les SPC devront compter un effectif minimum de 6 prévisionnistes, dont au moins 5 chargés d’études permanents au SPC. Par ailleurs pour faire bénéficier ces services d’un soutien technique plus solide et d’une plus forte proximité avec les unités d’hydrométrie et les services traitant d’hydrologie, les SPC antérieurement rattachés à une DDT ou à un service de la navigation, seront rattachés à une DREAL correspondant soit à l’échelon régional, soit à l’échelon du bassin.

### Prévision des inondations
En situation de crise, les informations fournies par Vigicrues ne permettent pas toujours aux gestionnaires de crise d’en évaluer les conséquences à l’échelle de leur territoire. D'où le souhait du Schapi de  passer de la prévision des crues à la prévision cartographique des inondations visant à faciliter la gestion de la crise par les autorités locales, en diffusant, notamment, des cartes de zones inondées potentielles (ZIP), ou emprises des inondations, correspondant à des hauteurs d’eau prévues en certains points du cours d’eau. C'est l'objet du nouveau portail Viginond dont le Schapi a finalisé l’architecture en 2014. Ce portail serait alimenté par les services de l’État et les collectivités, notamment pour inventorier et capitaliser les données existantes. La diffusion des ZIP par Vigicrues est possible depuis le printemps 2021.

## Organisation

### Schéma directeur de prévision des crues
Le schéma directeur de prévision des crues prévu à l'article L. 564-2 du code de l'environnement fixe les principes selon lesquels s'effectuent la surveillance et la prévision des crues et la transmission de l'information sur les crues et détermine les objectifs à atteindre. Son contenu et ses modalités d'élaboration sont définies par le décret du 12 janvier 2005 et la circulaire du 9 mars 2005 , :
- Il identifie les cours d'eau ou sections de cours d'eau pour lesquels l'État assure la transmission de l'information sur les crues et leur prévision, ainsi que ceux pour lesquels il prévoit de le faire;
- Lorsque la superficie du bassin le justifie, il délimite des sous-bassins pour chacun desquels la mission confiée à l'État est assurée par un service déconcentré ou un établissement public ;
- Il décrit l'organisation des dispositifs de surveillance, de prévision et de transmission de l'information sur les crues mis en place par l'État et ses établissements publics ou par les collectivités territoriales et indique les évolutions propres à en améliorer l'efficacité ;
- Il définit les conditions de la cohérence des dispositifs que mettent en place les collectivités territoriales ou leurs groupements, sous leur responsabilité et pour leurs besoins propres, afin de surveiller les crues de certains cours d'eau ou zones estuariennes, avec les dispositifs de l'État et de ses établissements publics ;
- Il établit le calendrier prévisionnel de mise en œuvre des principaux objectifs à atteindre.

Ce document est élaboré par le préfet coordonnateur de bassin avec l’assistance du DIREN délégué de bassin et avec le concours des préfets de zone de défense et des préfets de département. qui émet un arrêté après assure la consultation auprès des personnes morales intéressées . Une révision d'ensemble du schéma doit intervenir dans un délai de dix ans à compter de la publication du premier schéma ou de sa dernière révision.

### Règlement de surveillance, de prévision et de transmission de l'information
Un règlement relatif à la surveillance et à la prévision des crues et à la transmission de l'information sur les crues (RIC) est élaboré pour chacun des bassins, ou le cas échéant des sous-bassins, par le préfet compétent, en association avec les autres préfets intéressés. Ce règlement met en œuvre le schéma directeur de prévision des crues du bassin, notamment :
- il dresse la liste des communes et des groupements de communes qui bénéficient du dispositif de surveillance et de prévision des crues mis en place par l'Etat,
- il fixe les valeurs des précipitations, des hauteurs des cours d'eau, nappes et estuaires ainsi que des débits des cours d'eau à partir desquelles les autorités de police sont informées du risque d'inondation ;
- il détermine les informations recueillies et les prévisions élaborées grâce aux dispositifs de surveillance mis en place ;
- il détermine les informations recueillies et les prévisions élaborées par l'État et, le cas échéant, par les collectivités locales, ainsi que les modalités techniques de mise à disposition et la fréquence d'actualisation de ces informations ;
- il définit les règles techniques que doivent respecter les collectivités territoriales ou leurs groupements disposant ou installant des dispositifs de surveillance des crues de certains cours d'eau ou zones estuariennes, pour garantir la cohérence des dispositifs qu'ils mettent en place avec ceux de l'État.

Après avis des différentes personnes morales de droit public compétentes, le préfet arrête le règlement et définit les modalités de sa mise à disposition. Celui-ci doit être révisé dans un délai de cinq ans à compter de la publication du premier règlement ou de sa dernière révision.

### Réseau national de prévision des crues et d'hydrométrie
- 19 Services de prévision des crues : ~ 190 agents
- 28 Unités d'hydrométrie : ~ 240 agents
- Le Schapi : ~ 30 agents

Les informations de prévisions sont publiées sous la marque Vigicrues, sur le site www.vigicrues.gouv.fr, édité par le Schapi.

Le réseau national de prévision des crues  et d'hydrométrie est constitué des organes suivants :
- le service  central d’hydrométéorologie et d’appui à la prévision des inondations (Schapi), situé à Toulouse et rattaché au service des risques naturels et hydrauliques de la direction générale de la prévention des risques ;
- les services de prévision des crues (SPC) en région (19 SPC : 16 rattachés aux DREAL, un à la Direction sud-est de Météo-France et deux à la Direction régionale et interdépartementale de l'Environnement et de l'Énergie d'Ile-de-France) ;
- les unités d’hydrométrie (UH) en région (28 rattachées aux DREAL) ;
- les cellules de veille hydrologique en Corse et dans les départements et régions d’outre-mer.

La marque Vigicrues qui regroupe l’ensemble des informations de prévision des crues des services du ministère est créée en février 2015.
En 2015 le linéaire des cours d’eau surveillés par l’État dépasse les 21 720 km et comprend 280 tronçons, Un service qui couvre 75 % de la population vivant en zones inondables. La Creuse amont (Creuse et Indre), l'Arroux Bourbince (Saône-et-Loire), la Sèvre niortaise (Charente-Maritime et Vendée), le Drac aval et l'Isère moyenne (Isère) sont les cours d'eau ajoutés en 2014. L'Aron, la Besbre le sont en 2019.

#### Service central d’hydrométéorologie et d’appui à la prévision des inondations
Le service  central  d’hydrométéorologie et d’appui à la  prévision  des  inondations (SCHAPI) est créé en 2003 pour assurer sur le plan national la coordination  opérationnelle, scientifique et technique de la prévision des crues et de l’hydrométrie,. Il comprend quatre entités : 
- le secrétariat général ;
- le pôle veille hydrométéorologique et modélisation, chargé de l'établissement de la carte de vigilance inondation et la mission continue de conseil et d'expertise auprès des services de prévision des crues situés dans des zones de crues à caractère torrentiel dont la liste est définie par arrêté du ministre chargé de l'environnement ;
- le pôle qualité et méthodes qui qualifie les procédures du service et gère les banques de données ;
- le pôle retour d'expérience-appui aux services de prévision des crues, chargé de dresser un bilan post-crue du fonctionnement de la chaîne d'alerte, de s'assurer de la mise en place de programmes de formation des agents des services de prévision des crues et de la diffusion des outils de modélisation.

#### Services de prévision des crues
Les services de prévision des crues couvrent des bassins susceptibles de générer des crues. Ils s'appuient sur des réseaux de capteurs suivant l'évolution de la pluviométrie et des cours d'eau, ainsi que sur des techniciens pour évaluer les sinistres après les événements extrêmes.
| Bassin             | désignation du SPC          | définition du territoire de compétence | Service support                                                                               | Centre de prévision       |
| ------------------ | --------------------------- | --- | --------------------------------------------------------------------------------------------- | ------------------------- |
| Loire-Bretagne     | Allier                      | Bassin de l'Allier | DREAL Auvergne-Rhône-Alpes, DREAL Centre-Val de Loire à partir de septembre 2021              | Clermont-Ferrand, Orléans |
| Loire-Bretagne     | Loire - Cher - Indre        | Bassin de la Loire en amont du Bec de Vienne, à l'exception du bassin de l'Allier | DREAL Centre-Val de Loire                                                                     | Orléans, Clermont-Ferrand |
| Loire-Bretagne     | Maine - Loire aval          | Bassin de la Loire en aval du Bec de Vienne à l'exception du bassin du Thouet, et bassins côtiers sud-Loire hors Marais poitevin | DREAL Pays de la Loire                                                                        | Nantes                    |
| Loire-Bretagne     | Vienne-Charente-Atlantique  | Bassins de la Vienne, du Thouet, du Marais poitevin situés dans le bassin Loire-Bretagne, ainsi que ceux de la Charente et de la Seudre situés sur la partie nord du bassin Adour-Garonne. | DREAL Nouvelle-Aquitaine                                                                      | La Rochelle               |

Carte des services de prévision des crues en France métropolitaine.

| Loire-Bretagne     | Vienne-Charente-Atlantique  | Bassins de la Vienne, du Thouet, du Marais poitevin situés dans le bassin Loire-Bretagne, ainsi que ceux de la Charente et de la Seudre situés sur la partie nord du bassin Adour-Garonne. | DREAL Nouvelle-Aquitaine                                                                      | Poitiers                  |
| Loire-Bretagne     | Vilaine et côtiers bretons  | Bassins côtiers du nord de la Loire, jusqu'au Couesnon inclus | DREAL Bretagne                                                                                | Rennes                    |
| Adour Garonne      | Gironde-Adour-Dordogne      | Bassin de l'Adour, bassin de la Nivelle, la Garonne girondine et l'estuaire de la Gironde, la confluence Garonne-Dordogne, le bassin de la Dordogne. | DREAL Nouvelle-Aquitaine                                                                      | (Bassin Dordogne)         |
| Adour Garonne      | Gironde-Adour-Dordogne      | Bassin de l'Adour, bassin de la Nivelle, la Garonne girondine et l'estuaire de la Gironde, la confluence Garonne-Dordogne, le bassin de la Dordogne. | DREAL Nouvelle-Aquitaine                                                                      | (Bassin Gironde de Adour) |
| Adour Garonne      | Garonne Tarn Lot            | Ensemble du bassin versant de la Garonne à l'amont de la limite entre les départements de la Gironde et du Lot-et-Garonne | DREAL Occitanie                                                                               | Toulouse                  |
| Rhone Méditerranée | Grand Delta                 | Tiers aval du fleuve, à savoir pour les communes riveraines des secteurs suivants : -en rive droite : départements de l’Ardèche à partir de la commune de Peyraud, et du Gard en totalité - en rive gauche : départements de la Drôme, du Vaucluse et des Bouches-du-Rhône en totalité.                           | DREAL Auvergne-Rhône-Alpes.                                                                   | Nîmes                     |
| Rhone Méditerranée | Alpes du Nord               | Bassins versants géographiques suivants : l’Isère et ses affluents, notamment l’Arc, le Drac et la Romanche ; les affluents rive gauche du lac Léman et du Rhône, de la frontière suisse au Guiers, avec notamment l’Arve et le Fier ; les affluents rive gauche du Rhône, du Dolon à la confluence avec l’Isère. | DREAL Auvergne-Rhône-Alpes                                                                    | Grenoble                  |
| Rhone Méditerranée | Méditerranée Est            | Bassins versants des cours d'eau côtiers situés à l’Est du Rhône | Direction sud-est de Météo-France                                                             | Aix-en-Provence           |
| Rhone Méditerranée | Méditerranée Ouest          | Les grands bassins des Pyrénées-Orientales : Agly, Têt, Réart et Tech, le bassin de l’Aude et ses principaux affluents Orbieu et Cesse, le bassin de la Berre, le bassin de l’Hérault, le bassin de l’Orb, le bassin du Lez.                                                                                      | DREAL Occitanie                                                                               | Carcassonne               |
| Rhone Méditerranée | Rhône amont-Saône           | Bassins versants de la Saône et du Rhône jusqu'à son entrée en Drôme | DREAL Auvergne-Rhône-Alpes                                                                    | Lyon                      |
| Seine-Normandie    | Seine amont-Marne amont     | | DREAL Alsace Champagne-Ardenne Lorraine                                                       | Châlons-en-Champagne      |
| Seine-Normandie    | Seine aval-Côtiers Normands | Unités hydrographiques des fleuves côtiers normands (Vire, Orne, Dives, Touques, Risle), ainsi que la Seine en aval de Poses et ses principaux affluents (Epte, An-delle, Eure) | DREAL Normandie                                                                               | Rouen                     |
| Seine-Normandie    | Seine moyenne-Yonne-Loing   | Bassins du Loing, de l'Yonne, Bassin de la Seine en Ile-de-France à l'exception des sous-bassins de l'Eure et de l'Epte, et le fleuve Seine de l'Ile-de-France au barrage de Poses. | Direction régionale et interdépartementale de l'Environnement et de l'Énergie d'Ile-de-France | Paris                     |
| Seine-Normandie    | Oise-Aisne                  | Bassin versant de l’Oise hormis la partie située en Île-de-France) | Compiègne                                                                                     |                           |
| Corse              | Corse                       | Cours d'eau principaux de Corse | DREAL Corse                                                                                   | Aix-en-Provence           |
| Rhin-Meuse         | Meuse-Moselle               | Bassins français de la Meuse et de la Moselle | DREAL Grand Est                                                                               | Metz                      |
| Rhin-Meuse         | Rhin-Sarre                  | Ensemble des bassins versants qui affluent avec le Rhin sur le secteur franco-allemand et la Sarre française. Ce territoire peut être découpé en plusieurs sous-bassins versants : la Sarre et ses affluents; l'Ill et ses affluents; la Moder et ses affluents; le Rhin.                                         | DREAL Grand Est                                                                               | Strasbourg                |
| Artois-Picardie    | Artois-Picardie             | Cours d'eau suivants : Liane, Hem, Aa supérieure, Lys amont, Lawe et Clarence amont, Plaine de la Lys, Sambre, Helpe Mineure, Helpe Majeure, Solre, Somme. | DREAL Nord-Pas de Calais et Picardie                                                          | Lille                     |

#### Unités d'hydrométrie
Il existe 28 unités d'hydrométrie (UH) en métropole et cinq en Outre-mer, réparties au sein des DREAL, qui mesurent, ajustent, archivent (dans la base nationale BD HYDRO) et analysent les niveaux et débits des cours d'eau.

### Services de prévision et d'alerte locaux des collectivités
En complément du dispositif de l’État, des collectivités locales ont mis en place des dispositifs de surveillance et d’alerte sur les inondations. Leurs données sont mutualisées avec celles des dispositifs nationaux. Ils sont listés dans les Règlements d'information sur les crues.
| Bassin             | désignation du SPC          | Cours d'eau                                                                   | Maître d'ouvrage | Dép.  | Nom/commentaires |
| ------------------ | --------------------------- | ----------------------------------------------------------------------------- | --- | ----- | --- |
| Loire-Bretagne     | Loir-Cher-Indre             | Cens                                                                          | SIBCCA : Syndicat Intercommunal des bassins versants de la Bionne, du Cens et de la Crénolle et de leurs Affluents                                                    | 45    | Le système a été mis en place par le conseil départemental du Loiret |
| Loire-Bretagne     | Loir-Cher-Indre             | Furan, Ondaine, Gier                                                          | Communauté urbaine Saint-Étienne Métropole | 42    | SAPHYRAS : mis en place en juin 2010, il s'agit d'un outil d’alerte permettant d’informer les communes sur le risque de crue afin d’anticiper ces évènements à l’échelle des 3 bassins versants (Furan, Gier, Ondaine). Les calculs sont établis sur la base de la pluie tombée, de la prévision de pluie attendue dans les 70 minutes à venir, de la saturation en eau des sols, des débits des capteurs au sol, une prévision de débit sur des tronçons de rivière. Le coût de mise en place des stations et l’achat du matériel est financé entre 2008 et 2012 par Saint-Étienne Métropole avec l’aide de l’Établissement public Loire, la Région Rhône-Alpes, l’État et l’Europe,. |
| Loire-Bretagne     | Loir-Cher-Indre             | Bourbince (de Blanzy à Paray-le-Monial)                                       | SIBVB : Syndicat Intercommunal du Bassin Versant de la Bourbince | 71    | |
| Loire-Bretagne     | Vienne-Charente-Atlantique  | Vienne en amont de Limoges                                                    | Commune de Saint-Léonard-de-Noblat | 87    | |
| Loire-Bretagne     | Vienne-Charente-Atlantique  | Boivre                                                                        | Ville de Poitiers | 86    | |
| Loire-Bretagne     | Vienne-Charente-Atlantique  | Antenne                                                                       | Syndicat mixte des bassins Antenne, Soloire, Romède et Coran (SYMBA)                                                                                                  | 17    | |
| Loire-Bretagne     | Vilaine et côtiers bretons  | Le Trieux                                                                     | Ville de Guingamp | 22    | |
| Adour Garonne      | Garonne Tarn Lot            | Thoré amont                                                                   | Syndicat Mixte du Bassin de l’Agout et les communes du bassin du Thoré                                                                                                | 81    | |
| Rhone Méditerranée | Grand Delta                 | Ruissellement urbain et de débordement des cadereaux de Nîmes                 | Ville de Nîmes | 30    | ESPADA : Dispositif d'aide à la gestion de crise opérationnel depuis 2005. La pluie et le ruissellement sont observés par 3 moyens complémentaires à ceux de Météo-France : Le radar météorologique de Nîmes Manduel, 30 stations de mesure de la pluie et des hauteurs d’eau, réparties sur les bassins versants des cadereaux et dans les retenues amont et des caméras placées sur quelques sites stratégiques. En 2010 une alerte concernant la saturation de l'aquifère a été ajoutée à la suite de la caractérisation du fonctionnement du système karstique et notamment son comportement lors des fortes précipitations.                                                       |
| Rhone Méditerranée | Grand Delta                 | Le Lez                                                                        | Syndicat Mixte du Bassin Versant du Lez (SMBVL) | 84    | |
| Rhone Méditerranée | Grand Delta                 | affluents des Gardons                                                         | SMAGE des Gardons. | 30    | Teste des dispositifs spécifiques d’aide à la décision vis-à-vis des crues rapides |
| Rhone Méditerranée | Grand Delta                 | Cance, Deume                                                                  | Syndicat des 3 rivières (Cance, Deume..) | 07    | Dispositifs à l'état de réflexion en 2013 |
| Rhone Méditerranée | Grand Delta                 | Eze                                                                           | Syndicat du bassin de l’Eze (affluents de la Durance à Pertuis) | 84    | |
| Rhone Méditerranée | Grand Delta                 | Buech                                                                         | Syndicat du Buech | 05    | |
| Rhone Méditerranée | Grand Delta                 | Ouvèze                                                                        | Syndicat Mixte de l’Ouvèze Provençale | 84    | |
| Rhone Méditerranée | Méditerranée Est            | Aygalades, Jarret et Huveaune                                                 | Ville de Marseille et la Communauté Urbaine Marseille Provence Métropole                                                                                              | 13    | |
| Rhone Méditerranée | Méditerranée Est            | Siagne                                                                        | Syndicat Intercommunal de la Siagne et ses Affluents (SISA) | 06    | |
| Rhone Méditerranée | Méditerranée Est            | Paillon                                                                       | Communauté Urbaine Nice Côte d’Azur | 06    | |
| Rhone Méditerranée | Méditerranée Ouest          | Lez                                                                           | SPCMO Montpellier | 34    | Bien que le Lez soit un cours d’eau réglementaire, ce système est complémentaire à celui du SPC car il intègre les autres cours d’eau, les retenues, les canaux du territoire communal. |
| Rhone Méditerranée | Méditerranée Ouest          |                                                                               | Agglomération de Montpellier | 34    | « Ville en alerte » - Point en janvier 2015 : Conçu et mis en œuvre dans une première phase de test, sous la forme d’un projet de recherche et développement, sur le territoire restreint de l’EcoCité (communes de Castelnau-le-Lez, Montpellier, Lattes et Pérols), le système s’étendra, à terme, sur l’ensemble du territoire de la CAM. |
| Rhone Méditerranée | Rhône amont-Saône           | Bassins du Gier, du Furan et de l'Ondaine                                     | Saint-Etienne Métropole | 42    | Saphyras (le système concerne également le bassin Loire-Bretagne). |
| Rhone Méditerranée | Rhône amont-Saône           | le Durgeon                                                                    | Ville et Communauté d'Agglomération de Vesoul | 70    | |
| Rhone Méditerranée | Rhône amont-Saône           | la Bienne                                                                     | Centre Opérationnel Départemental d'Incendie et de Secours (CODIS) du Jura.                                                                                           | 39    | |
| Rhone Méditerranée | Rhône amont-Saône           | le Garon                                                                      | SMAGGA (Syndicat Mixte d'Aménagement et de Gestion du bassin versant du GAron)                                                                                        | 69    | en projet en 2013 |
| Rhone Méditerranée | Rhône amont-Saône           | la Brévenne                                                                   | SYRIBT (Syndicat de Rivières Brévenne Turdine) | 69    | en projet en 2013 |
| Rhone Méditerranée | Rhône amont-Saône           | la Chalaronne                                                                 | SRTC (Syndicat de Rivères des Territoires de Chalaronne) | 01    | en projet en 2013 |
| Seine-Normandie    | Seine amont-Marne amont     | Cours d'eau du Châtillonais                                                   | Syndicat Intercommunal des cours d'eau du Châtillonais (SICEC) | 21    | |
| Seine-Normandie    | Seine amont-Marne amont     | 120 km de cours d’eau                                                         | Grand Troyes assure, depuis le 1er janvier 2012, les missions précédemment dévolues au Syndicat d’Aménagement de la Vallée de la Seine dans l’Agglomération de Troyes | 10    | Système de téléalerte mis en place en 2014. Lors des crues de mai-juin 2016, le premier message de télé-alerte informant les habitants des zones potentiellement inondables du risque a été diffusé le lundi 8 mai à 18h44. |
| Seine-Normandie    | Seine aval-Côtiers Normands | La Lézarde, le Saint-Laurent, la Rouelles, la Curande, la Pissotière à Madame | Communauté de l'agglomération havraise (CODAH) | 76    | |
| Seine-Normandie    | Seine moyenne-Yonne-Loing   | Yerres et ses affluents                                                       | Syndicat mixte pour l'assainissement et la gestion des eaux du bassin versant de l'Yerres (SYAGE)                                                                     | 91-94 | |
| Seine-Normandie    | Seine moyenne-Yonne-Loing   | Cours d'eau entre Esbly et Boissy-le-Châtel                                   | Syndicat intercommunal du Grand Morin | 77    | En cas d'alerte, le système peut avertir 1600 personnes en 10 minutes. |
| Seine-Normandie    | Seine moyenne-Yonne-Loing   | Orge                                                                          | Syndicat mixte de la vallée de l'Orge aval (SIVOA) | 91    | VIGI'ORGE : Ce système alerte environ 600 foyers, soit environ 1500 personnes sur 7 communes par 2 canaux, l’appel téléphonique et le SMS. Si l’appel n’aboutit pas, un message sur répondeur est enregistré,. |
| Rhin-Meuse         | Meuse-Moselle               | la Houille (affluent de la Meuse dans les Ardennes).                          | Communauté de communes Ardenne-Rives-de-Meuse. | 08    | |
| Rhin-Meuse         | Meuse-Moselle               | Houille                                                                       | Givet | 08    | Système d’alerte local basé sur la station de Landrichamps |
| Rhin-Meuse         | Meuse-Moselle               | Madon                                                                         | Mirecourt | 88    | Système d’alerte local basé sur la station de Begnécourt |
| Rhin-Meuse         | Meuse-Moselle               | Mortagne                                                                      | Rambervillers | 88    | Système d’alerte local basé sur la station d'Autrey |
| Rhin-Meuse         | Rhin-Sarre                  | principaux cours d’eau du département                                         | Conseil Général du Haut-Rhin (CG68) | 68    | Système d’annonce et de prévision de crue pour les afin d’assurer la gestion des ouvrages (ponts, vannages) en période de crue à l’échelon d’un syndicat pour les communes du Haut-Rhin (prévision de la formation d'embâcles). |
| Rhin-Meuse         | Rhin-Sarre                  | Canal de la Bruche                                                            | Conseil Général du Bas-Rhin (CG67) | 67    | station de mesure à Russ pour la de l’alimentation du canal de la Bruche. |
| Rhin-Meuse         | Rhin-Sarre                  | la Mossig, affluent principal de la Bruche.                                   | commune de Wasselonne | 67    | Automate d’appel téléphonique lié à une station |
| Artois-Picardie    | Artois-Picardie             | la becque de Saint-Jans-Cappel                                                | Syndicat Mixte du SAGE de la Lys (SYMSAGEL) | 59    | système d’alerte local, alerte les communes de Saint-Jans-Cappel et Bailleul |

### Services de prévision locaux et d'alerte privés
La société Predict Services est créée en décembre 2006 et est détenue à part également par Météo-France, le groupe BRL et Airbus Défence & Space. Elle regroupe ainsi des expertises dans les domaines météorologique avec Météo-France, hydraulique et hydrologique avec BRL et spatial avec Infoterra France. En 2015 elle lance une application gratuite pour smartphones et tablettes appelée "My Predict" destinée à alerter les particuliers des risques hydrométéorologiques pendant les intempéries. Elle fait suite à celle créée en 2013 pour les maires pour laquelle plus de 20 000 municipalités sont clientes à travers la France, à qui elle permet de suivre en direct l'évolution de la situation et donne des conseils sur les mesures à prendre.
D'autres sociétés existent également dans le domaine de la gestion des risques météorologiques comme Osgapi, spécialisée dans le diagnostic de vulnérabilité aux inondations.

### Autres acteurs
Compte tenu de la variété des types d'inondations et de leurs causes aux territoires concernés, de nombreux autres acteurs interviennent en appui ou aux côtés des services de prévision de crues de l'État, ce qui ne contribue pas à une grande lisibilité et à une fluidité des échanges d'information.
| Organismes                                                    | Missions générales | Missions relatives aux crues |
| ------------------------------------------------------------- | --- | --- |
| Météo-France                                                  | Prévisions météorologiques (notamment des précipitations) | Publication des cartes de vigilance météorologique en coordination avec le SCHAPI - Gestion d'un réseau de 1 200 pluviomètres destiné à la mesure des hauteurs d'eau - Gestion du réseau de radars ARAMIS. |
| Centre d'études techniques maritimes et fluviales (CETMEF)    | Développement des modèles hydrauliques pour la prévision et la gestion des crises (Osiris-Inondations, aide à la réalisation de PCS, plate-forme cartographique AMICE d'échange de données entre gestionnaires de la crise) - Appui aux services de l'État pour la planification de la prévention des risques.                                                                    | Inondations à cinétique lente et submersions marines en lien avec le SCHAPI. Inondations en milieu urbain, notamment leur interaction avec les phénomènes associés. |
| Bureau de recherches géologiques et minières (BRGM)           | Phénomènes géologiques, risques associés et développement des outils nécessaires à la gestion du sol et du sous-sol. | Coordination avec les services de l'État au travers d'une convention avec le SCHAPI. |
| Office national de l'eau et des milieux aquatiques (ONEMA)    | Pilotage et soutien de la recherche dans le domaine de l'eau - Mise en place et coordination du système d'information sur l'eau - Contribution à la police de l'eau de manière préventive et répressive - Appui technique à la prise en compte des enjeux écologiques dans les documents de planification et de programmation de la politique de l'eau (SDAGE et SAGE notamment). | Pas de rôle direct en matière de prévention des inondations. Proximité de ses missions avec celles du SCHAPI, notamment en matière de recueil de données. |
| Service hydrographique et océanographique de la marine (SHOM) | Prévention du risque de submersion marine. | - Outils d'observation et de modélisation du niveau de la mer, campagnes d'océanographie de la mer et modélisation numérique de terrain. - Référent national pour l'observation des hauteurs d'eau et partenaire de deux dispositifs d'alerte et d'avertissement en cas de submersion marine : le dispositif Vigilance Vague Submersion avec Météo- France et le Centre national d'alerte au tsunami en Atlantique nord et en Méditerranée. |
| IRSTEA (anciennement Cemagref)                                | Étude des aléas et risques liés au cycle de l'eau, notamment en montagne (érosions torrentielles et avalanches) et en région méditerranéenne (crues éclair et feux de forêts). | - Travaux sur les facteurs de déclenchement et la dynamique des phénomènes dangereux engendrés par les précipitations - Développement de modèles hydrologiques alimentés par les prévisions pluviométriques de Météo-France, comme GRP pour les rivières jaugées et AIGA pour les rivières non jaugées Développement, en partenariat avec Météo-France, de la plateforme RHYTMME de déploiement de radars adaptés aux zones montagneuses.   |

## Mesures en hydrométéorologie
Le problème de la prévision des crues consiste à évaluer la quantité d’eau additionnelle qui alimente un cours d’eau le long de son tracé, hors de ses sources, puis prévoir quel sera le comportement  du cours d’eau compte tenu de cet apport. Il convient donc de disposer de données météorologiques et hydrométriques.

### Mesures des précipitations et alerte des communes

#### Besoins en observations météorologiques
Trois besoins en observations météorologiques peuvent être identifiés :
- Avoir une connaissance des précipitations : Il s'agit de déterminer ce qui tombe du ciel, à savoir le type de précipitant (pluie, neige, autre ?), la position de l'isotherme zéro degré (frontière fictive entre deux masses d'air de températures négative et positive) et la gravité du phénomène. La répartition spatiale du phénomène ainsi que sa chronologie doivent également être précisés.
- Estimer au sol la quantité d’eau qui va ruisseler vers les cours d’eau : Il s'agit ici de déterminer si le sol est sec ou saturé en eau en évaluant en particulier l'évapo-transpiration potentielle du sol, combien et où a-t-il plu et depuis combien de jours, ou s'il est enneigé et à cet effet déterminer la température, la hauteur de neige et la position de l'isotherme zéro degré dans le sol.
- Estimer les sollicitations sur l’écoulement du cours d’eau à son embouchure : les mesures doivent permettre d'indiquer s'il y a du vent, s'il est contraire au sens de l’écoulement, s'il y a des surcotes marines et quel est le gradient de pression.

#### Réseaux météorologiques
Météo-France dispose d'un réseau de stations météorologiques et de radars lui permettant de mesurer les hauteurs de précipitations observées, d'estimer la lame d'eau et de développer un service d'avertissement des communes.
Le réseau de stations météorologiques opéré par Météo-France comprend trois types de réseaux, :
- le Réseau d'Acquisition de Données d'Observations Météorologiques Étendues de Météo-France (RADOME) qui comprend en 2012 554 stations météorologiques sur le territoire métropolitain (une tous les 30 km) et 67 en Outre-Mer ;
- Le réseau Salamandre destiné spécifiquement à la prévision des crues : un ensemble de 106 stations en 2013 mesurant deux paramètres (pluie et température), complété ultérieurement pour atteindre 290 stations, opéré pour le compte de la Direction générale de Prévention des Risques du MEEDDAT qui les a financés ;
- un ensemble de 680 points de mesure (pluviographes) gérés en partenariat avec d'autres partenaires que le MEEDDAT.

Aux mesures issues de ces réseaux de Météo-France viennent s'ajouter celles issues des réseaux opérés par les services de l’État (services de prévision des crues et DIREN) correspondant à environ 570 points de mesure.

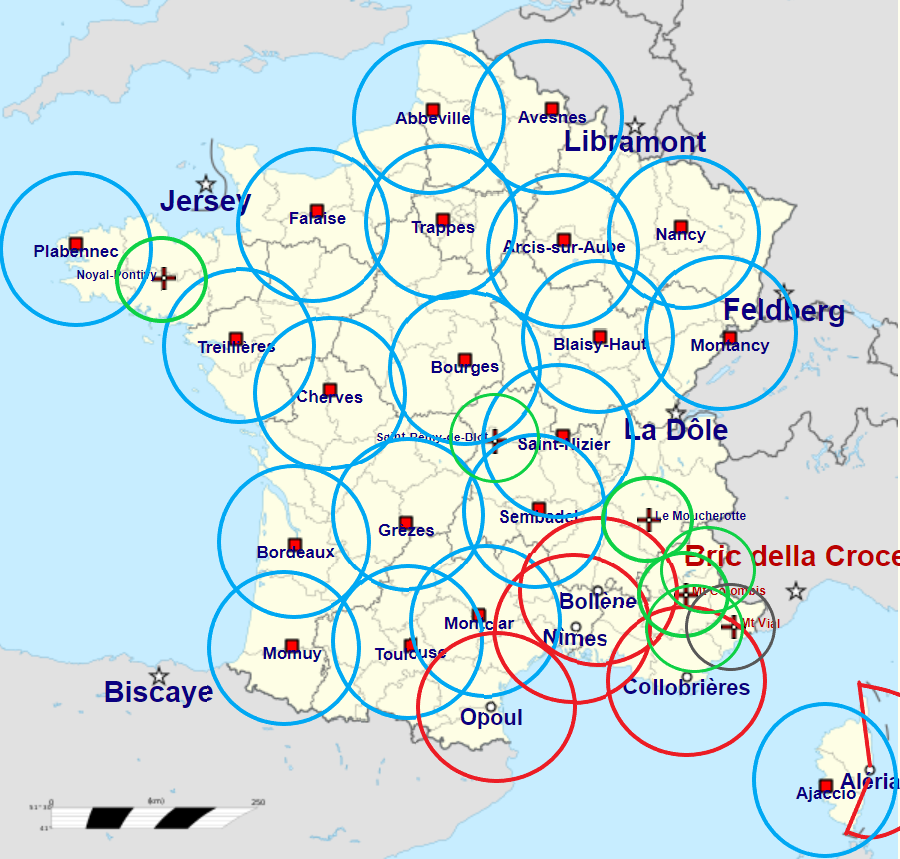
Réseau ARAMIS en 2019.

Le réseau de radars météorologiques de Météo-France, le réseau ARAMIS, permet de détecter en temps réel les précipitations et de déterminer en permanence leurs trajectoires et leurs évolutions, c’est-à-dire de localiser les zones de précipitations et d'en évaluer l’intensité. En 2002, il comprenait 18 radars. Le nombre a été porté à 24 en 2007 grâce aux investissements engagés dans le cadre du projet PANTHERE (Projet Aramis Nouvelles Technologies en Hydrométeorologie Extension et REnouvellement). Sur la période 2010 – 2013, trois nouveaux radars en bande X ont été rajoutés dans le cadre du projet RHYTMME pour améliorer la couverture hydrologique sur le Sud-Est. Un concentrateur au sein de la Direction de la Prévision à Toulouse recueille en temps réel ces données et élabore à l’échelle de la France des images « mosaïque » de détection des échos et de lame d’eau toutes les 5 minutes. Ces données sont transmises en temps réel aux services de prévision des crues des Directions régionales de l’environnement, de l’aménagement et du logement (DREAL).
Les données provenant à la fois des pluviomètres et des radars sont exploitées pour élaborer la lame d’eau ANTILOPE, au pas de temps horaire, meilleure estimation possible des précipitations venant d’intervenir,. Toutefois en 2014, la précision des estimations est encore insuffisante face à l'attente des professionnels. Les réseaux de pluviomètres habituels, de par leurs faibles densités ne peuvent en effet capturer la variabilité des précipitations à échelle fine. Le radar restitue par ailleurs mal les cumuls de pluie notamment lors d’événements convectifs. Seule l’utilisation d’une lame d’eau composite radar/pluviomètre, ou l’implantation d’un réseau de pluviomètres de haute densité, comme le réseau de 45 pluviomètres Hydravitis implantés sur une zone de 28 km2 en terrain viticole située au nord de Beaune (Bourgogne), peut donner des résultats à la hauteur des attentes des viticulteurs de la zone.
Les données pluviométriques temps réel, les images radars, les avertissements précipitations et bulletins précipitations et les cartes vigilance météorologiques et leurs bulletins de suivi sont diffusées par Météo-France aux collectivités territoriales, EPTB, syndicats mixtes... agréés au Règlement d'Information sur les crues, après signature d’un protocole spécifique.

#### Données météorologiques
Météo-France conserve l'ensemble de ces données dans la Base de Données Climatologiques (BDClim) qui contient le patrimoine climatologique de la France pour les observations de surface conventionnelles.

#### Alerte des communes
Par ailleurs cette connaissance en temps quasi-réel des précipitations en cours a permis à Météo-France de développer un service d’Avertissement aux Pluies Intenses pour les Communes nommé APIC. Après une expérimentation en 2011, cette application est mise à disposition des communes en 2012. L’avertissement, diffusé par message vocal, SMS et courriel, signale l’aggravation de l’aléa pluviométrique sur la commune. Deux niveaux de sévérité sont définis : intenses et très intenses. La préfecture est avertie en même temps que la première commune concernée par des pluies intenses sur son département.  En 2013, les communes averties ont en outre un accès temporaire à la carte depuis un lien dans le courriel. Environ 3 290 communes étaient abonnées en février 2013.

### Mesures des écoulements - jaugeages

#### Besoins en observations hydrométriques
Les besoins en observations hydrométriques consistent à estimer la quantité d’eau dans le cours d’eau (hauteur d’eau) et la façon dont l’eau s’écoule de l’amont vers l’aval (débit, vitesse de l'écoulement).

#### Réseaux hydrométriques

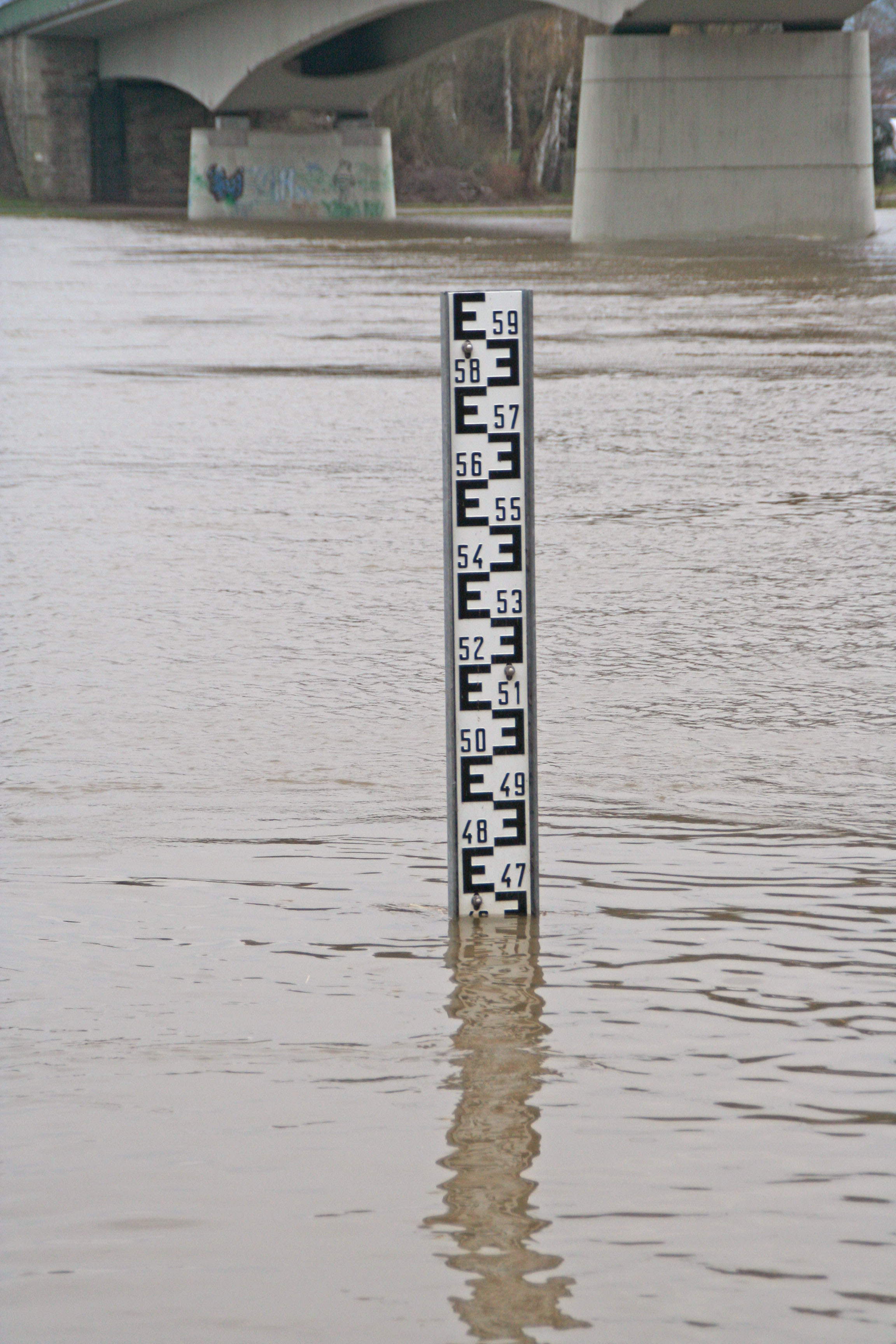
Limnimètre classique

La hauteur d'eau est mesurée soit par des limnimètres soit par des limnigraphes. Le limnimètre est l'élément de base des dispositifs de lecture et d'enregistrement du niveau de l'eau : il est constitué le plus souvent par une échelle limnimétrique qui est une règle ou une tige graduée en métal, placée verticalement, et permettant la lecture directe de la hauteur d'eau à la station. Le zéro de l'échelle  limnimétrique doit être  placé au-dessous des plus basses eaux possibles dans les conditions de creusement maximum du lit dans la section de contrôle, et ce pour ne pas avoir de 
cotes négatives. Le limnigraphe quant à lui est un appareil qui permet d'enregistrer automatiquement les variations du niveau d'eau au lieu d'une mesure humaine de visu. L'enregistrement de la variation des hauteurs en fonction du temps se fait sur des diagrammes appelés limnigrammes. Les principaux types utilisés actuellement sont les limnigraphes à flotteur, les limnigraphes à pression et les limnigraphes électroniques.
L’actuel réseau d’hydrométrie de l’État est issu de la fusion :
- du réseau du ministère de l’agriculture. Il était organisé autour d'une banque de données gérée par le ministère de l’agriculture. L’actuelle banque des données hydrologiques, la banque HYDRO est directement issue de cette banque centrale. Les observations étaient faites par les services régionaux d’aménagement des eaux (SRAE) et plus rarement par des directions départementales de l’agriculture et de la forêt (DDAF). Toutes ces stations étaient tarées. Les stations étaient très généralement installées sur le réseau hydrographique pour lesquels la police des eaux était de la compétence du ministre de l’agriculture. Ce réseau relevait de l’aménagement agricole des eaux et de la connaissance générale des ressources en eaux mobilisables en étiage, en particulier pour l’irrigation.
- des réseaux d’hydrométrie du ministère de l’Équipement créés dans le cadre de l’annonce de crue, gérés dans les départements par les directions départementales de l’équipement (DDE) et dans les bassins par les services hydrologiques centralisateurs (SHC). C’étaient des réseaux de limnimétrie (mesure de la cote) adaptés aux crues dont certaines stations étaient utilisées en hydrologie générale quand leur tarage hauteur/débit était possible. Des SHC ont centralisé les données hydrologiques et limnimétriques sur leurs réseaux, ainsi quedes DDE sur leurs propres réseaux. Les stations étaient généralement situées sur les cours d’eau ayant des impacts sur la sécurité publique[78].

Ces deux réseaux ont par ailleurs hérité de la plupart des stations des réseaux hydrologiques des circonscriptions hydroélectriques du ministère de l’industrie.
En 2006, une circulaire remet à plat les stations, organisations et moyens associés sur l'ensemble du territoire. Le délégué de bassin est le chef de projet du plan de réorganisation, qui est donc de la
compétence des DIREN de bassin.
Le réseau hydrométrique télétransmis en temps réel opéré par les services de l’État (services de prévision des crues et DIREN) comprend environ 1 500 points de mesure visibles sur Vigicrues. Il existe d’autres opérateurs (EDF, CNR…).
En général, il existe une relation univoque entre les niveaux d’eau et les débits, c’est-à-dire que pour une hauteur donnée il n’existe qu’un seul débit et inversement. La correspondance est assurée par une courbe de tarage (ou courbe d’étalonnage) établie à partir d’un certain nombre de jaugeages : mesures du débit ponctuelles et manuelles effectués à différentes hauteurs d’eau. Ces jaugeages sont réalisés au droit, ou à proximité, de la section de contrôle de la station, au moyen d’un moulinet, d’un courantomètre ou d’un sondeur de type « doppler ». Ces appareils permettent de connaître de manière plus fine l’écoulement de la rivière en donnant une mesure des vitesses.
Par ailleurs la situation estuarienne de nombreuses communes bretonnes, notamment Morlaix et Quimperlé, fait que le niveau marin peut, selon le coefficient de la marée, influer plus ou moins fortement sur l’écoulement des rivières à l’aval voire générer à lui seul des débordements. La mesure du niveau de l’océan est réalisée grâce à un réseau de marégraphes géré par le Service hydrographique et océanographique de la Marine (SHOM). Météo-France assure le traitement et l’exploitation des données provenant de ce réseau.

#### Données hydrométriques
Le Ministère de l'Écologie, du développement durable et de l'énergie conserve l'ensemble des mesures de hauteur d'eau (à pas de temps variable) en provenance d'environ 5 000 stations de mesure dans la base de données Hydro. Le site, administré par le Schapi, calcule pour chaque station les débits instantanés, journaliers, mensuels... à partir des valeurs de hauteur d'eau et des courbes de tarage (relations entre les hauteurs et les débits). Ces valeurs sont actualisées à chaque mise à jour d'une hauteur ou d'une courbe de tarage (addition, précision supplémentaire, correction...). Il fournit également à tout moment les valeurs d'écoulement les plus exactes possibles compte tenu des informations que les gestionnaires des stations lui communiquent. Depuis l'origine, les données hydrométriques au niveau français sont collectées et mises à disposition via deux systèmes d’information distincts, initialement pour répondre à deux objectifs différents : d’une part la prévision et la surveillance des crues, d’autre part le suivi des régimes hydrologiques des cours d’eau et de la ressource en eau. Une évolution majeure lancée en 2013 est l'unification de ces deux systèmes d'information pour aboutir à une Plate-forme HYDRO Centrale (PHyC), dans le cadre d'une opération dénommée Hydro3, il est prévu d'ouvrir ce nouveau système unifié au grand public en 2018,
.

## Prévisions météorologiques
Les prévisions météorologiques sont réalisées par Météo-France à plusieurs niveaux, principalement le niveau national et le niveau inter-régional, et à différentes échelles géographiques depuis le scénario global national jusqu’à la traduction en « temps sensible » local.

### Prévisions générales
Les prévisions météorologiques nationales sont établies par les prévisionnistes de la Direction de la Prévision (DP) de Météo-France, sous la responsabilité d’un Chef prévisionniste, à partir d’un scénario choisi au moins quotidiennement comme le plus probable parmi différents scénarios issus de modèles numériques mis en œuvre par la DP, parmi lesquels ARPEGE, le modèle de prévision planétaire conçu par Météo-France,, mais également ceux des organismes de météorologie américain, anglais, européen (modèle CEP). Le choix du scénario de référence est effectué lors de conférences des chefs prévisionnistes national et régionaux de Météo France. Il y a une conférence matinale suivie d’autres dans la journée (2 ou 3/jour). L’analyse globale des prévisions météorologiques conduit à constater qu’elles s’améliorent de manière constante : le gain en fiabilité est estimé à une journée tous les dix ans. Elles restent toutefois empreintes d'une incertitude liée à la complexité des phénomènes météorologiques.

### Prévisions destinées au Service de prévision des crues
Sur un Extranet Météo-France destiné au SCHAPI et aux Services de prévision des crues, de nombreuses informations météorologiques générales sont disponibles : données et cartes « RR3 » — il s’agit de la décomposition des prévisions de précipitations en 24 h au pas de temps de 3 h (huit lames d’eau sur 24 h) —, bulletins climatiques quotidiens, cartes d’isohyètes, suivi radar des précipitations, images satellite, cartes de l’atmosphère, etc.
Chaque territoire de service de prévision de crues est découpé en zones géographiques homogènes en caractéristiques hydrométéorologiques. Pour chacune d'entre elles un seuil d’avertissement est défini, à savoir une hauteur de précipitation sur une période de cumul donnée (souvent de 24 h) pour un bassin versant. Les périodes de cumul sont quelquefois de durées inférieures à 24 h) essentiellement pour le Sud-est et le Sud-ouest de la France (notamment dans le contexte des phénomènes orageux). Un même bassin versant peut disposer de plusieurs couples périodes-seuil. En cas de franchissement de ce seuil, un Avertissement Précipitations (AP) est émis à l'attention du service de prévision des crues concerné par appel téléphonique, fax et mail.
Des bulletins de précipitations sont en outre établis par les centres régionaux de Météo-France à destination des services de prévision des crues, à la fréquence biquotidienne avec une actualisation toutes les trois heures , contenant (a minima) : 
- une valeur moyenne par zone, par période de 24 h (7 h/7 h), et si nécessaire le cumul maximal envisagé dans la zone (cas de foyers orageux prévus sur zone par exemple) ;
- une « fourchette » d’estimation de la moyenne (exemple : moyenne comprise entre 20 et 30 mm), ainsi qu’un maximum ;
- un commentaire textuel sur la situation météorologique et/ou les systèmes pluvieux attendus ; le degré de fiabilité estimé de la prévision peut être inséré dans ce commentaire ;
- en option et suivant le type de bassin, tout phénomène pouvant influer sur l’écoulement et le niveau des cours d’eau : la limite pluie/neige, l’isotherme zéro degré, la fonte nivale, les vents (contraires à l’écoulement), les surcotes marines, etc.

## Prévision hydrologique des crues

### Prévision des cotes et débits aux stations de référence

#### Modélisation des crues classiques

Schéma de fonctionnement d'un modèle de prévision hydrologique des crues en mode "simulation" et en mode "prévision".

La  prévision des crues est établie avec l'appui de modèles numériques qui intègrent les données de pluie, hauteur d’eau et débit des cours d'eau concernés. Ils permettent de travailler soit en mode simulation, soit en mode prévision. En mode simulation, le modèle dispose en entrée des pluies observées et on obtient à chaque pas de temps de calcul un débit simulé pour le pas de temps courant. En mode prévision, on dispose en plus des débits observés jusqu'à l'instant de prévision, que l'on peut  assimiler afin d'avoir des prévisions les plus proches possible de ce que sera la réalité. La prévision va alors permettre, à partir de ces observations passées et d'un éventuel scénario de pluies futures, de calculer les débits futurs sur la plage de prévision. Dans le cas général, les outils de modélisation hydrologique permettent de prévoir des débits, qui sont traduits en cotes au niveau de stations de références.
Les Services de prévision des crues disposent de divers outils de modélisation des crues par type de cours d’eau, sur lesquels le SCHAPI apporte une assistance pour la maintenance et les évolutions : 
- La plate-forme de modélisation SOPHIE, pour modèles simples ;
- Le GRP[65] : modèle hydrologique pluies/débits à réservoirs ;
- ATHYS : plate-forme hydrologique spatialisée ;
- MASCARET et MOISE (utilisé pour la prévision des crues sur la Meuse) : modèles hydrauliques 1D ;
- TELEMAC : modèle hydraulique 2D.

Les modèles opérationnels spécialisés pour la prévision des crues, qu'ils soient purement hydrauliques - transfert de l'onde de crue - ou pluie-débit nécessitent peu de moyens de calcul mais leur potentiel d'amélioration est limité. Seuls les modèles « hydro-géo-agro-météorologiques » sont susceptibles d'apporter des améliorations notables. Ceux-ci prennent en compte le relief (modèles numériques de terrain), la géologie, la pédologie, l'occupation des sols, la pluviométrie passée, la prévision des précipitations, la simulation des flux entre les sols superficiels, la végétation et l'atmosphère, ainsi que la modélisation des aquifères. Seuls peuvent actuellement prétendre les utiliser de manière opérationnelle quelques services météorologiques nationaux et des organismes internationaux : en Europe le Centre européen pour les prévisions météorologiques à moyen terme (CEPMMT) et le Joint Research Centre (JRC) de la Commission européenne. En France des développements de ce type sont effectués à titre expérimental avec le modèle SIM. Couplé avec la prévision météorologique d'ensemble, SIM permet d'estimer le débit horaire probable et sa dispersion jusqu'à plusieurs jours d'échéance. En 2010, il n'existait toutefois pas encore, comme en Angleterre, d'un projet organisé, avec un échéancier et des financements, visant à la mise en place d'un dispositif opérationnel utilisant ce modèle SIM (ou d'autres), pour la prévision des crues.
À partir de 2012, le SCHAPI développe une nouvelle plate-forme de modélisation, la POM (Plate-forme Opérationnelle pour la Modélisation), généralisant les acquis de SOPHIE avec des modules d’alimentation en données (notamment de la banque HYDRO3), prenant en compte plusieurs types de modèles et avec des interfaces d’expression des résultats. En 2013, la POM est interfacée avec plusieurs modèles de prévision. À partir de 2014, elle est déployée successivement au sein du Schapi, puis dans les SPC.

#### Modélisation des crues soudaines
En Europe, les crues éclair affectent principalement les régions méditerranéennes et montagneuses. Les bassins concernés sont le plus souvent de petite taille (inférieure à 100 km2), et non-jaugés, leur temps de concentration est très court. Anticiper ce type de phénomène est difficile et constitue un enjeu pour les années à venir. En France, le SCHAPI différencie deux types de crues au temps de réponse très court : la crue éclair qui se produise sur les  bassins versants en moins de 2 heures comme cela se produit sur le Gardon d'Anduze et la crue soudaine dont le  temps  de  réponse  se  situe entre 2 heures (délai en deçà duquel seuls des dispositifs locaux très spécifiques permettent une  anticipation) et une demi-douzaine d'heures (délai au-delà duquel on entre dans le champ de la prévision des crues classique).
En France, le système d'alerte APIC a été mis en place en 2011 pour les crues éclair et soudaine. Ce système est basé sur les pluies et  compare les précipitations en temps réel, sur plusieurs durées de cumul, avec des seuils de référence. Une fois qu'une alerte est détectée sur une commune, le maire est averti par mail, SMS ou message vocal. Pour les bassins non-jaugés, la méthode AIGA (« Adaptation d'information géographique pour l'alerte en crue »)  est développée par  IRSTEA, depuis l'an 2000 pour modéliser les crues. En 2016, elle est opérationnelle dans les Services de prévision des crues (SPC) de Méditerranée-Ouest, Grand Delta et Méditerranée-Est ainsi que dans la plateforme multirisque du projet RHYTMME. En mars 2017, AIGA a été intégrée au nouveau système d’avertissement national Vigiecrue flash. "Ce système d’avertissement permet de surveiller treize mille tronçons de cours d'eau du territoire métropolitain soit plus de trente mille kilomètres de cours d'eau qui n'étaient pas couverts par la Vigilance Crues. Il est disponible, gratuitement et sur abonnement, pour les dix mille communes traversées par ces cours d'eau". Le nombre de communes couvertes est amené à s'étendre avec la progression de la couverture radar Météo-France et l'amélioration des modèles hydrologiques.

### De la prévision hydrologique à la prévision d’inondation

#### Objectifs d'évolution
La traduction opérationnelle des prévisions de cotes maximales de crues pour la mise en sécurité des biens et des personnes nécessite qu’un lien soit fait entre ces cotes et des secteurs inondés, avec les enjeux qu’ils contiennent. Il importe donc d’avoir élaboré, en anticipation des situations de crise inondation, des cartographies permettant, pour différentes cotes de crues de référence, un zonage des secteurs inondés avec des indications de hauteur de submersion et une localisation des enjeux humains et socio-économiques (écoles, maisons de retraite, industries…). Ceci est rarement fait.
En situation de crise, les informations fournies par Vigicrues ne permettent pas toujours aux gestionnaires de crise d’en évaluer les conséquences à l’échelle de leur territoire. D'où le souhait du Schapi de  passer de la prévision des crues à la prévision cartographique des inondations visant à faciliter la gestion de la crise par les autorités locales, en diffusant, notamment, des cartes de zones inondées potentielles (ZIP), ou emprises des inondations, correspondant à des hauteurs d’eau prévues en certains points du cours d’eau. En 2014, le Schapi a finalisé l’architecture de la base de données VIGInond, qui contient outre ces ZIP, des zones d’iso-classes de hauteurs d’eau (ZICH) et des lignes d’iso-cote de niveau d’eau (LIC). L’alimentation de VIGInond requiert une collaboration étroite entre les services de l’État et les collectivités, notamment pour inventorier et capitaliser les données existantes,.

#### Base de données Inondations
La base de données Inondations en élaboration stockera trois types de données :
- ZIP : zone inondée potentielle (enveloppe de l'inondation) ;
- ZICH : zone iso-classe de hauteur de submersion (0–50 cm, 50 cm-1 m ;
- LIC : ligne iso-cote (courbe de niveau sur la surface en eau).

Début juin 2015, la moitié des SPC alimentent VIGInond et 123 stations sont associées à des ZIP. 850 ZIP et 380 ZICH sont définies. 1 400 communes sur 45 départements sont référencées dans le système.

## Niveaux de vigilance
En 2001, à la suite de la tempête de décembre 1999, est créée la carte de vigilance météo, suivie en 2006 de la carte vigilance crues. Désormais les données des deux cartes sont regroupées et répondent aux mêmes lignes directrices. Dans les deux cas, la procédure consiste à exprimer les prévisions d’occurrence des phénomènes à venir (en général dans les 24 heures) sous une forme compréhensible par tous, permettant aux acteurs d’adopter une attitude de vigilance proportionnée à l’aléa (par exemple «pluie-inondation» ou «crues»). Les destinataires en sont tant le grand public que les acteurs institutionnels impliqués dans la mise en œuvre des secours.
La circulaire du 28 septembre 2011 relative à la « procédure de vigilance et d’alerte météorologiques » permet d’appréhender les principes communs aux deux cartographies de vigilance météorologique d’une part, de crues d’autre part. Elle donne à certains services (en tout premier lieu à Météo-France et au SCHAPI) mission de « susciter et favoriser une attitude de vigilance partagée par le plus grand nombre d'acteurs possible » et, aux services chargés de la sécurité civile, mission de « simplifier et recentrer l'alerte des autorités sur des phénomènes vraiment intenses (couleurs orange et rouge) ».
Le formalisme adopté dans les deux cas consiste (prévision météo et crues) en l’édition d’une carte nationale de vigilance localisant les niveaux de vigilance suscités par les prévisions exprimées selon une gamme de quatre classes de couleur :
| Niveau | Définition                                         |
| ------ | -------------------------------------------------- |
| Vert   | Pas de vigilance particulière requise.             |
| Jaune  | Risque nécessitant une vigilance particulière.     |
| Orange | Risque important nécessitant une grande vigilance. |
| Rouge  | Risque majeur mobilisant une vigilance absolue.    |

### Vigilance hydrométéorologique

Carte de vigilance établie parc Météo-France le 24 décembre 2013 à 16h lors du passage de la tempête Dirk.

La vigilance météorologique et hydrologique, disponible sur le site de Météo-France à l’adresse http://vigilance.meteofrance.com, qualifie le risque hydrométéorologique global dans les 24 h à venir. Elle est établie à l’échelle des départements qui se voient affectés de la couleur la plus sévère des vigilances attachées à chaque type de phénomène, qu’il soit météorologique ou relatif aux crues. À partir du niveau orange de vigilance, des pictogrammes précisent le risque, tels que « pluies-inondations » en cas de fortes pluies pouvant conduire à des inondations, ou « inondations » en cas d’inondations sans pluies. Lorsqu’un département est cartographié en vigilance orange ou rouge au titre d’un ou plusieurs paramètres météorologiques, le prévisionniste « amont » régional établit les bulletins de suivi, appelé dans les faits « bulletin de vigilance », suivant un format national. Ces bulletins sont destinés aux différentes instances locales et sont publics.
À la suite des événements hydro-météorologiques de septembre 2005 dans le Gard et leurs dramatiques conséquences, le ministre de  l’Intérieur demande à Météo-France et au ministère chargé de l’écologie de renforcer la perception du risque d’inondation par les populations et d’améliorer l’aide à la décision des services chargés de la protection civile. Les travaux entrepris par la  Direction de l’Eau (DE) du ministère de l’Écologie, du  Développement et de l’Aménagement durables, Météo-France et la Direction de la Défense et de la Sécurité civiles (DDSC) du ministère de l’Intérieur, de l’Outre-Mer et des Collectivités territoriales aboutissent à la circulaire interministérielle du 15 octobre 2007 qui crée le concept de vigilance « pluie-inondation » en remplacement de celui de vigilance « fortes précipitations » en raison notamment de la difficulté pour les populations à percevoir le risque d'inondation associé aux fortes pluies. La circulaire interministérielle du 28 septembre 2011, qui abroge la précédente, innove par la prise en compte de la distinction entre les deux phénomènes « pluie-inondation » et « inondation ».
En octobre 2011, Météo-France complète le dispositif de prévision par la nouvelle vigilance « vagues-submersion (marine) » (en partenariat avec le SHOM, et en lien avec le Ministère du développement durable et le Ministère de l'Intérieur). Les submersions marines sont liées à une élévation extrême du niveau de la mer due à la combinaison de plusieurs phénomènes : 
- l’intensité de la marée (niveau marin dû principalement aux phénomènes astronomiques et à la configuration géographique) ;
- le passage d’une tempête produisant une surélévation du niveau marin (appelée surcote) selon trois processus principaux :
- la forte houle où les vagues contribuent à augmenter la hauteur d’eau ;
- le vent qui exerce des frottements à la surface de l’eau, ce qui entraîne une modification des courants et du niveau de la mer (accumulation d’eau à l’approche du littoral) ;
- la diminution de la pression atmosphérique. Le poids de l’air décroît alors à la surface de la mer et, mécaniquement, le niveau de la mer monte[Note 11].

Ainsi à partir de l’automne 2011, les avis de très fortes vagues à la côte (ATFV), destinés essentiellement aux autorités, ont été remplacés par le volet vagues-submersion qui vient compléter la carte de vigilance météorologique de Météo-France accessible au grand public, qui comporte désormais neuf aléas météorologiques  et  hydrologiques différents : vent violent, neige-verglas, pluie-inondation, inondation, orages, vagues-submersion et, selon la saison, grand froid, avalanches et canicule.

### Vigilance «crues»
L’information de vigilance crues consiste à affecter à chaque tronçon de cours d’eau surveillé par l’État une couleur (vert, jaune, orange ou rouge) en fonction du niveau de danger attendu dans les 24 heures et donc de vigilance nécessaire. La signification de chacun des niveaux est la suivante :
| Niveau | Définition | Caractérisations |
| ------ | --- | --- |
| Vert   | Pas de vigilance particulière requise. | Situation normale. |
| Jaune  | Risque de crue ou de montée rapide des eaux n’entraînant pas de dommages significatifs, mais nécessitant une vigilance particulière dans le cas d’activités saisonnières et/ou exposées. | Perturbation des activités liées au cours d’eau (pêche, canoë...). Premiers débordements dans les vallées. Débordements localisés, coupures ponctuelles de routes secondaires, maisons isolées touchées, caves inondées. Activité agricole perturbée de façon significative. Évacuations ponctuelles. |
| Orange | Risque de crue génératrice de débordements importants susceptibles d’avoir un impact significatif sur la vie collective et la sécurité des biens et des personnes.                       | Débordements généralisés. Vies humaines menacées. Quartiers inondés : nombreuses évacuations. Paralysie d’une partie de la vie sociale, agricole et économique : - Itinéraires structurants coupés ; - Hôpitaux et services publics vitaux perturbés voire inopérants ; - Réseaux perturbés (électricité, transports, eau potable, assainissement, télécommunications...). |
| Rouge  | Risque de crue majeure. Menace directe et généralisée sur la sécurité des personnes et des biens.                                                                                        | Crue rare et catastrophique. Menace imminente et/ou généralisée sur les populations : nombreuses vies humaines menacées. Crue exceptionnellement violente et/ou débordements généralisés. Évacuations généralisées et concomitantes (plusieurs enjeux importants impactés en même temps sur le tronçon). Paralysie à grande échelle du tissu urbain, agricole et industriel : - Bâti détruit ; - Itinéraires structurants coupés ; - Hôpitaux et services publics vitaux perturbés voire inopérants ; - Réseaux perturbés voire inopérants (électricité, transports, eau potable, assainissement, Telecom...). |

Chaque tronçon de cours d'eau surveillé par les services de prévision de crues est affecté d'une couleur correspondant au risque d'inondation tel qu'il ressort des modèles de prévisions. La carte diffusée par le Schapi le 4 juin 2016 à 10 h 12 est ainsi la suivante.

Carte Vigicrues du 4 juin 2016 à 10h12